# 斯洛文尼亚边界围栏

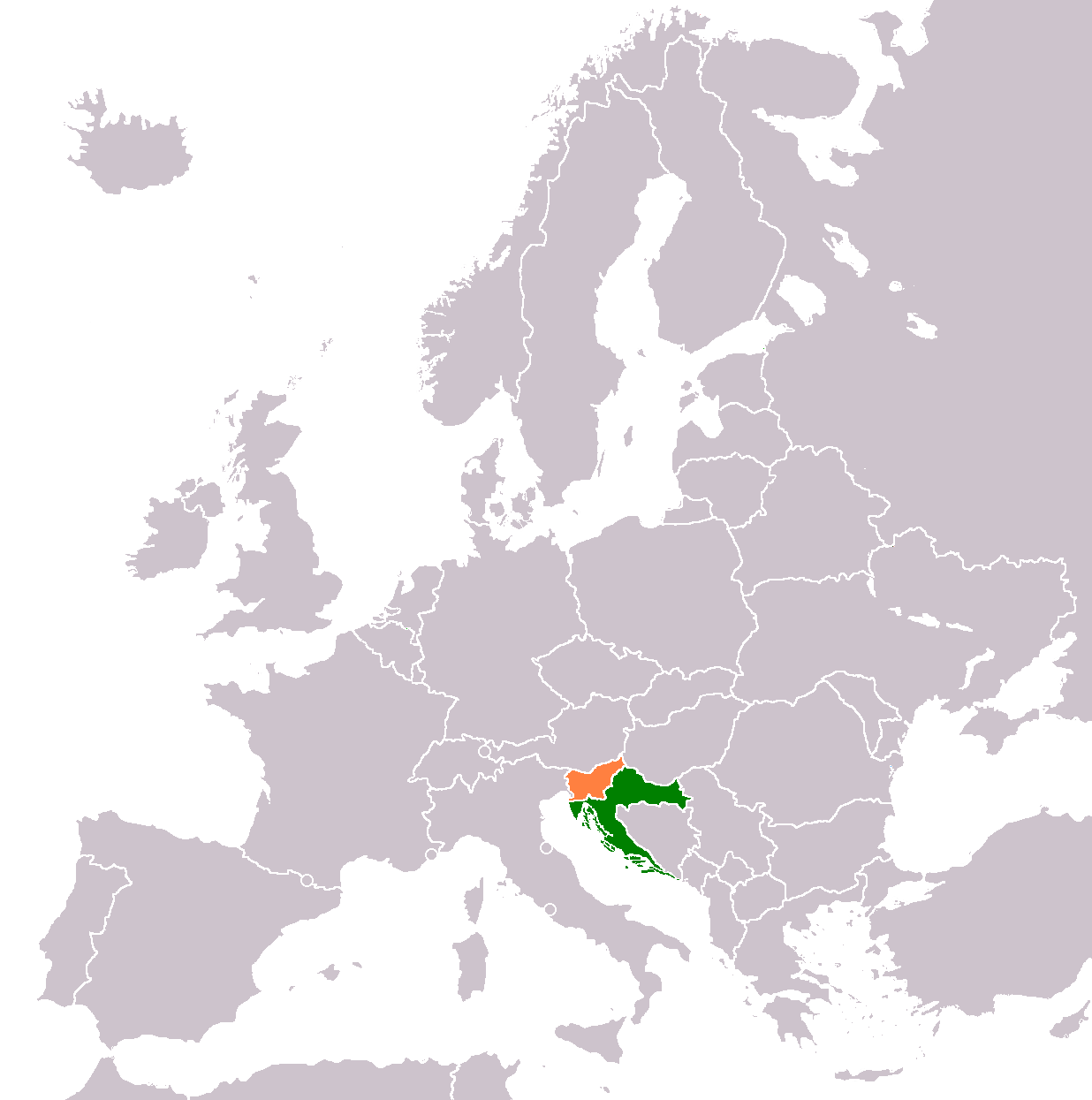
斯洛文尼亚
克罗地亚

斯洛文尼亚边界围栏是斯洛文尼亚在其与克罗地亚接壤的边界上修建的隔离墙，以应对欧洲移民危机。斯洛文尼亚和克罗地亚都是欧盟成员国，因此这一隔离墙是欧盟内部边界；但目前只有斯洛文尼亚是自由旅行申根区的成员，而克罗地亚在法律上有义务在未来加入申根区。2016年3月，斯洛文尼亚宣布只允许在斯洛文尼亚申请庇护的移民和有明确人道主义需求的移民进入斯洛文尼亚领土。

## 历史

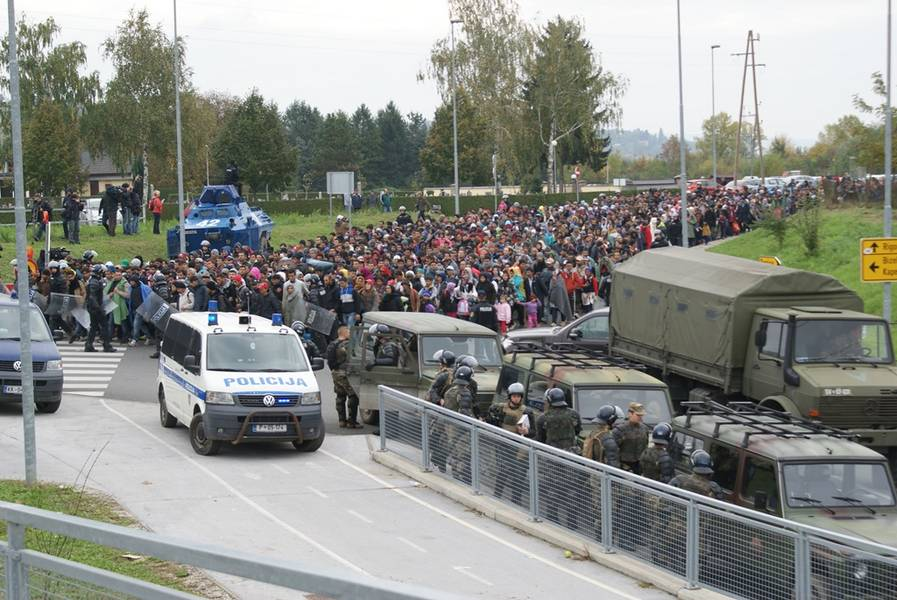
2015年10月发生边界危机

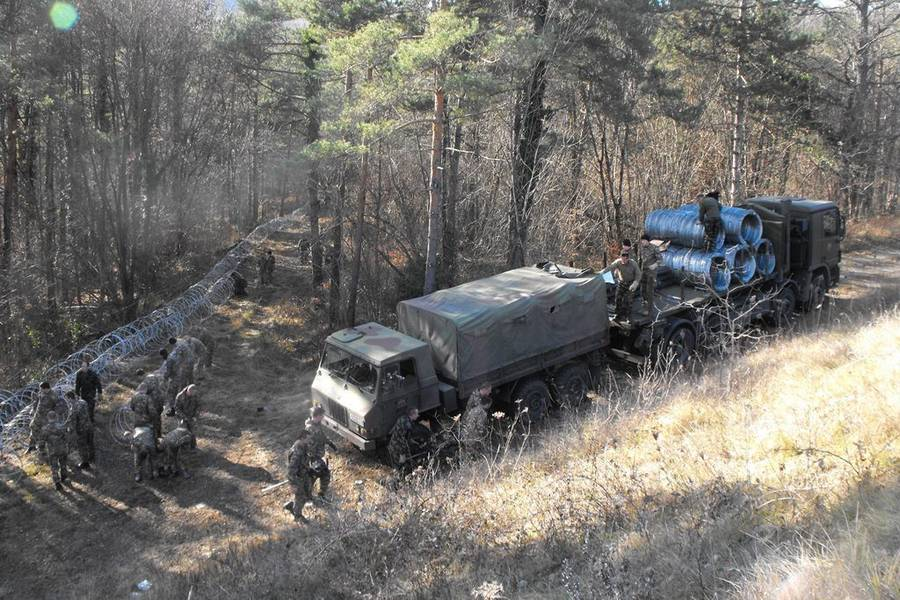
斯洛文尼亚军队构建围栏

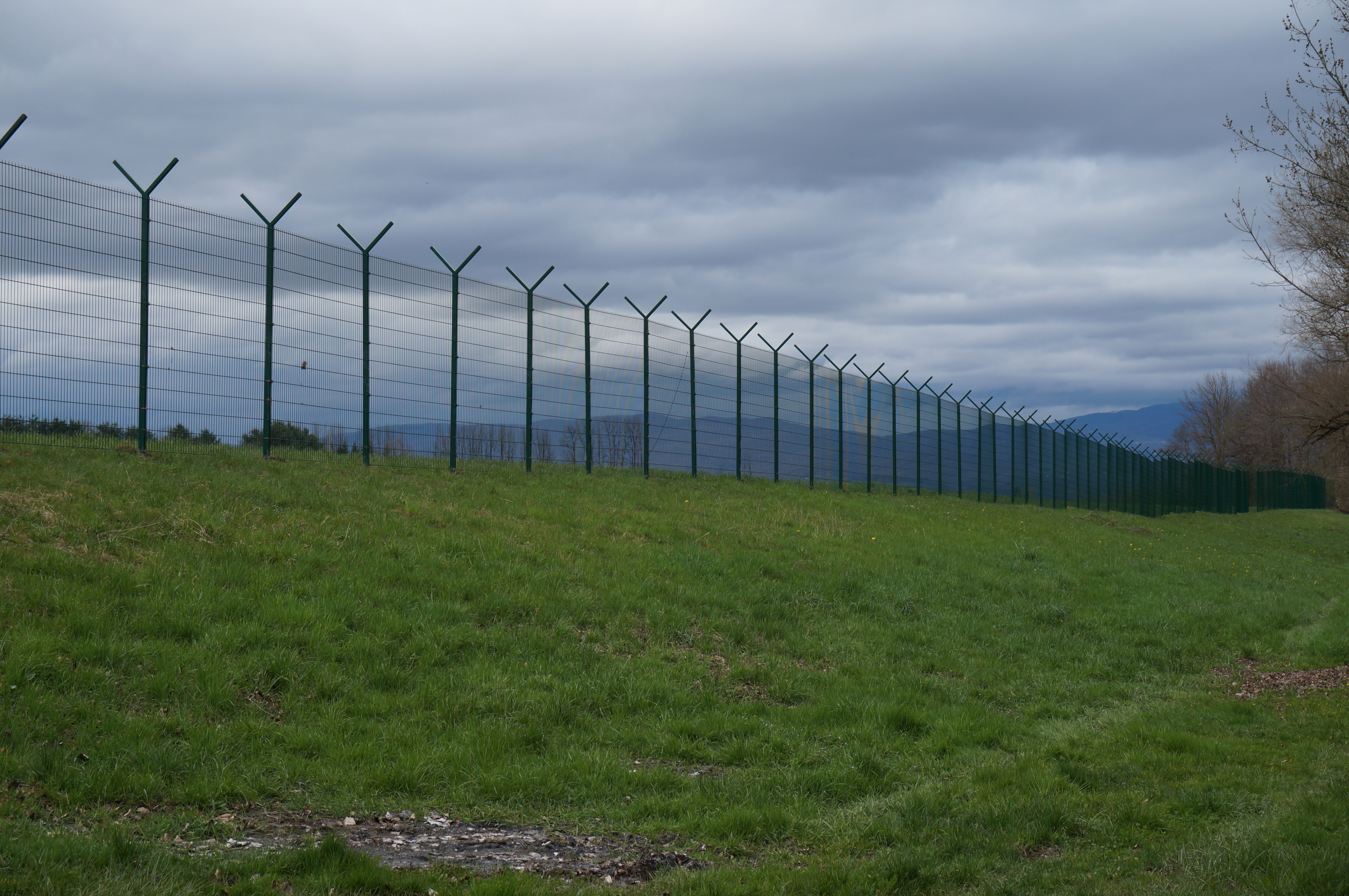
科尔巴河的边界围栏

2015年11月，斯洛维尼亚开始建造由铁丝网组成的屏障。该障碍的既定目标是控制难民和移民的流动，而边境则保持开放。斯洛文尼亚和克罗地亚之间400英里的边界形成了申根区的东南部边界，这是欧盟成员国共享的免护照区。2015年10月16日，匈牙利关闭边境以来，成千上万的移民试图进入申根区，其中有17.1万多名阿富汗和叙利亚难民从克罗地亚进入斯洛文尼亚。移民的流动可能会被转移到穿越阿尔巴尼亚和意大利的路线上。
2016年3月，斯洛文尼亚禁止移民过境，并宣布只允许在斯洛文尼亚申请庇护的移民和有明确人道主义需求的移民进入斯洛文尼亚领土。作为回应，塞尔维亚宣布对没有有效证件的移民，关闭其与马其顿和保加利亚的边境。

## 对环境造成的影响
克罗地亚向欧盟投诉说，斯洛文尼亚围栏是鹿等野生动物迁徙的障碍，“斯洛文尼亚违反欧洲关于保护自然栖息地和环境的立法”。斯洛文尼亚于2015年12月在与克罗地亚西部地区伊斯特拉和戈爾斯基科塔爾交界处铺设的铁丝网围墙，危及了狼和棕熊的栖息地，这两者在克罗地亚都受到法律的保护。当地的猎人发现了被围墙杀死的鹿。世界自然基金会和来自边境两侧地区的居民都对修建铁丝网的决定表示抗议。